# Classic Bruges-La Panne féminine 2022
La 5e édition de la Classic Bruges-La Panne féminine (officiellement Oxyclean Classic Brugge-De Panne) a lieu le 24 mars 2022. C'est la quatrième manche de l'UCI World Tour féminin. Elle est remportée par l'Italienne Elisa Balsamo.

## Équipes
| UCI Women's WorldTeams (12)- Team BikeExchange-Jayco - Canyon-SRAM Racing - FDJ Nouvelle Aquitaine Futuroscope - Human Powered Health - Liv Racing Xstra - Movistar Team - Roland Cogeas-Edelweiss Squad - SD Worx - Trek-Segafredo - Team DSM - UAE Team ADQ - Uno-X Pro Cycling Team Équipes féminines continentales (11)- Bingoal-Chevalmeire-Van Eyck Sport - Ceratizit-WNT Pro Cycling - Coop-Hitec Products - Le col-Wahoo - Lotto Soudal Ladies - Multum Accountants - AG Insurance NXTG - Parkhotel Valkenburg - Plantur-Pura - Rupelcleaning - Valcar-Travel & Service |
| |

## Parcours
Le parcours démarre de Bruges et termine à La Panne. Il reste dans une zone très proche de la côte et est donc quasiment parfaitement plat. Il se conclut par deux boucles longues de 45 km autour de La Panne et Coxyde.

## Favorites
La course se destine principalement aux sprinteuses. Dans ces conditions, Lorena Wiebes, Chloe Hosking, Lotte Kopecky, Emma Norsgaard, Elisa Balsamo et Marta Bastianelli font figure de favorites.

## Récit de la course
La météo est très clémentente avec peu de vent sur la course. Le rythme de la course est élevé et aucune échappée n'obtient plus d'une minute d'avance. L'une des plus importantes, contient Nicole Steigenga, April Tacey, Antonia Gröndahl, Hannah Ludwig, Kirstie van Haaften et Marith Vanhove. Ce groupe est repris à soixante-quinze kilomètres de l'arrivée. Un quatuor de contre se forme alors avec : Sara Van de Vel, Senne Knaven, Fien Delbaere et Danique Braam. Dans le peloton, une chute prend quatre coureuses à soixante deux kilomètres de l'arrivée. Un regroupement général a lieu à cinquante-cinq kilomètres de la ligne. SD Worx tente de provoquer des bordures, mais sans succès. Aux vingt-neuf kilomètres, Alice Sharpe attaque seule. Dix kilomètres plus loin, Mieke Kröger sort à son tour et dépasse Sharpe. Peu après, une chute importante a lieu dans le peloton, réduisant celui-ci à une cinquantaine d'unités. Kröger est reprise à quatorze kilomètres de l'arrivée. Mieke Docx tente ensuite, mais DSM contrôle la course. Au deux kilomètres, une chute perturbe la préparation du sprint. Barbara Guarischi fait le kilomètre, mais c'est bien au sprint que se conclut la course. Lotte Kopecky lance celui-ci pour Lonneke Uneken, néanmoins c'est Elisa Balsamo qui s'impose devant Lorena Wiebes.

## Classements

### Classement final
| \| Classement général \| Classement général \| Classement général \| Classement général \| Classement général \| \| Coureuse \| Coureuse \| Pays \| Équipe \| Temps \| \| ------------------ \| -------------------- \| ------------------- \| ---------------------------------- \| ------------------ \| \| 1re \| Elisa Balsamo \| Italie \| Trek-Segafredo \| 3 h 52 min 11 s \| \| 2e \| Lorena Wiebes \| Pays-Bas \| Team DSM \| + 0 s \| \| 3e \| Marta Bastianelli \| Italie \| UAE Team ADQ \| + 0 s \| \| 4e \| Lonneke Uneken \| Pays-Bas \| SD Worx \| + 0 s \| \| 5e \| Maria Martins \| Portugal \| Le Col-Wahoo \| + 0 s \| \| 6e \| Emma Norsgaard Bjerg \| Royaume du Danemark \| Movistar Team \| + 0 s \| \| 7e \| Chiara Consonni \| Italie \| Valcar-Travel & Service \| + 0 s \| \| 8e \| Alice Barnes \| Royaume-Uni \| Canyon-SRAM Racing \| + 0 s \| \| 9e \| Lotte Kopecky \| Belgique \| SD Worx \| + 3 s \| \| 10e \| Clara Copponi \| France \| FDJ-Nouvelle Aquitaine-Futuroscope \| + 3 s \| |                      |                     |                                    |                 |
| |                      |                     |                                    |                 |
| Source : ProCyclingStats |                      |                     |                                    |                 |
| Classement général |                      |                     |                                    |                 |
| Coureuse | Coureuse             | Pays                | Équipe                             | Temps           |
| 1re | Elisa Balsamo        | Italie              | Trek-Segafredo                     | 3 h 52 min 11 s |
| 2e | Lorena Wiebes        | Pays-Bas            | Team DSM                           | + 0 s           |
| 3e | Marta Bastianelli    | Italie              | UAE Team ADQ                       | + 0 s           |
| 4e | Lonneke Uneken       | Pays-Bas            | SD Worx                            | + 0 s           |
| 5e | Maria Martins        | Portugal            | Le Col-Wahoo                       | + 0 s           |
| 6e | Emma Norsgaard Bjerg | Royaume du Danemark | Movistar Team                      | + 0 s           |
| 7e | Chiara Consonni      | Italie              | Valcar-Travel & Service            | + 0 s           |
| 8e | Alice Barnes         | Royaume-Uni         | Canyon-SRAM Racing                 | + 0 s           |
| 9e | Lotte Kopecky        | Belgique            | SD Worx                            | + 3 s           |
| 10e | Clara Copponi        | France              | FDJ-Nouvelle Aquitaine-Futuroscope | + 3 s           |

### UCI World Tour

#### Points attribués
| Position           | 1er | 2e  | 3e  | 4e  | 5e  | 6e  | 7e  | 8e  | 9e | 10e | 11e | 12e | 13e | 14e | 15e | 16e à 20e | 21e à 30e | 31e à 40e |
| Classement général | 400 | 320 | 260 | 220 | 180 | 140 | 120 | 100 | 80 | 68  | 56  | 48  | 40  | 32  | 28  | 24        | 16        | 8         |

| Classement par points | Classement par points | Classement par points | Classement par points              | Classement par points |
| Coureuse              | Coureuse              | Pays                  | Équipe                             | Points                |
| --------------------- | --------------------- | --------------------- | ---------------------------------- | --------------------- |
| 1re                   | Elisa Balsamo         | Italie                | Trek-Segafredo                     | 1120 pts              |
| 2e                    | Lotte Kopecky         | Belgique              | SD Worx                            | 740 pts               |
| 3e                    | Lorena Wiebes         | Pays-Bas              | Team DSM                           | 720 pts               |
| 4e                    | Marta Bastianelli     | Italie                | UAE Team ADQ                       | 456 pts               |
| 5e                    | Sofia Bertizzolo      | Italie                | UAE Team ADQ                       | 336 pts               |
| 6e                    | Ashleigh Moolman      | Afrique du Sud        | SD Worx                            | 328 pts               |
| 7e                    | Annemiek van Vleuten  | Pays-Bas              | Movistar Team                      | 320 pts               |
| 8e                    | Clara Copponi         | France                | FDJ-Nouvelle Aquitaine-Futuroscope | 288 pts               |
| 9e                    | Soraya Paladin        | Italie                | Canyon-SRAM Racing                 | 284 pts               |
| 10e                   | Elise Chabbey         | Suisse                | Canyon-SRAM Racing                 | 276 pts               |

| Classement par points | Classement par points | Classement par points | Classement par points              | Classement par points |
| Coureuse              | Coureuse              | Pays                  | Équipe                             | Points                |
| --------------------- | --------------------- | --------------------- | ---------------------------------- | --------------------- |
| 1re                   | Elisa Balsamo         | Italie                | Trek-Segafredo                     | 1120 pts              |
| 2e                    | Lotte Kopecky         | Belgique              | SD Worx                            | 740 pts               |
| 3e                    | Lorena Wiebes         | Pays-Bas              | Team DSM                           | 720 pts               |
| 4e                    | Marta Bastianelli     | Italie                | UAE Team ADQ                       | 456 pts               |
| 5e                    | Sofia Bertizzolo      | Italie                | UAE Team ADQ                       | 336 pts               |
| 6e                    | Ashleigh Moolman      | Afrique du Sud        | SD Worx                            | 328 pts               |
| 7e                    | Annemiek van Vleuten  | Pays-Bas              | Movistar Team                      | 320 pts               |
| 8e                    | Clara Copponi         | France                | FDJ-Nouvelle Aquitaine-Futuroscope | 288 pts               |
| 9e                    | Soraya Paladin        | Italie                | Canyon-SRAM Racing                 | 284 pts               |
| 10e                   | Elise Chabbey         | Suisse                | Canyon-SRAM Racing                 | 276 pts               |

| Classement du meilleur jeune | Classement du meilleur jeune | Classement du meilleur jeune | Classement du meilleur jeune       | Classement du meilleur jeune |
| Coureuse                     | Coureuse                     | Pays                         | Équipe                             | Points                       |
| ---------------------------- | ---------------------------- | ---------------------------- | ---------------------------------- | ---------------------------- |
| 1re                          | Shirin van Anrooij           | Pays-Bas                     | Trek-Segafredo                     | 12 pts                       |
| 2e                           | Lonneke Uneken               | Pays-Bas                     | SD Worx                            | 6 pts                        |
| 3e                           | Pfeiffer Georgi              | Royaume-Uni                  | Team DSM                           | 6 pts                        |
| 4e                           | Niamh Fisher-Black           | Nouvelle-Zélande             | SD Worx                            | 6 pts                        |
| 5e                           | Femke Gerritse               | Pays-Bas                     | Parkhotel Valkenburg               | 6 pts                        |
| 6e                           | Julie De Wilde               | Belgique                     | Plantur-Pura                       | 4 pts                        |
| 7e                           | Julia Borgström              | Suède                        | AG Insurance NXTG                  | 4 pts                        |
| 8e                           | Shari Bossuyt                | Belgique                     | Canyon-SRAM Racing                 | 2 pts                        |
| 9e                           | Marie Le Net                 | France                       | FDJ-Nouvelle Aquitaine-Futuroscope | 2 pts                        |

| Classement du meilleur jeune | Classement du meilleur jeune | Classement du meilleur jeune | Classement du meilleur jeune       | Classement du meilleur jeune |
| Coureuse                     | Coureuse                     | Pays                         | Équipe                             | Points                       |
| ---------------------------- | ---------------------------- | ---------------------------- | ---------------------------------- | ---------------------------- |
| 1re                          | Shirin van Anrooij           | Pays-Bas                     | Trek-Segafredo                     | 12 pts                       |
| 2e                           | Lonneke Uneken               | Pays-Bas                     | SD Worx                            | 6 pts                        |
| 3e                           | Pfeiffer Georgi              | Royaume-Uni                  | Team DSM                           | 6 pts                        |
| 4e                           | Niamh Fisher-Black           | Nouvelle-Zélande             | SD Worx                            | 6 pts                        |
| 5e                           | Femke Gerritse               | Pays-Bas                     | Parkhotel Valkenburg               | 6 pts                        |
| 6e                           | Julie De Wilde               | Belgique                     | Plantur-Pura                       | 4 pts                        |
| 7e                           | Julia Borgström              | Suède                        | AG Insurance NXTG                  | 4 pts                        |
| 8e                           | Shari Bossuyt                | Belgique                     | Canyon-SRAM Racing                 | 2 pts                        |
| 9e                           | Marie Le Net                 | France                       | FDJ-Nouvelle Aquitaine-Futuroscope | 2 pts                        |

| Classement par équipes aux points | Classement par équipes aux points  | Classement par équipes aux points | Classement par équipes aux points |
| Équipe                            | Équipe                             | Pays                              | Points                            |
| --------------------------------- | ---------------------------------- | --------------------------------- | --------------------------------- |
| 1re                               | SD Worx                            | Pays-Bas                          | 1912 pts                          |
| 2e                                | Trek-Segafredo                     | États-Unis                        | 1532 pts                          |
| 3e                                | Canyon-SRAM Racing                 | Allemagne                         | 1176 pts                          |
| 4e                                | Team DSM                           | Pays-Bas                          | 956 pts                           |
| 5e                                | UAE Team ADQ                       | Émirats arabes unis               | 904 pts                           |
| 6e                                | FDJ Nouvelle Aquitaine Futuroscope | France                            | 684 pts                           |
| 7e                                | Movistar Team                      | Espagne                           | 536 pts                           |
| 8e                                | Valcar-Travel & Service            | Italie                            | 520 pts                           |
| 9e                                | Team Jumbo-Visma                   | Pays-Bas                          | 476 pts                           |
| 10e                               | Team BikeExchange-Jayco            | Australie                         | 232 pts                           |

| Classement par équipes aux points | Classement par équipes aux points  | Classement par équipes aux points | Classement par équipes aux points |
| Équipe                            | Équipe                             | Pays                              | Points                            |
| --------------------------------- | ---------------------------------- | --------------------------------- | --------------------------------- |
| 1re                               | SD Worx                            | Pays-Bas                          | 1912 pts                          |
| 2e                                | Trek-Segafredo                     | États-Unis                        | 1532 pts                          |
| 3e                                | Canyon-SRAM Racing                 | Allemagne                         | 1176 pts                          |
| 4e                                | Team DSM                           | Pays-Bas                          | 956 pts                           |
| 5e                                | UAE Team ADQ                       | Émirats arabes unis               | 904 pts                           |
| 6e                                | FDJ Nouvelle Aquitaine Futuroscope | France                            | 684 pts                           |
| 7e                                | Movistar Team                      | Espagne                           | 536 pts                           |
| 8e                                | Valcar-Travel & Service            | Italie                            | 520 pts                           |
| 9e                                | Team Jumbo-Visma                   | Pays-Bas                          | 476 pts                           |
| 10e                               | Team BikeExchange-Jayco            | Australie                         | 232 pts                           |

## Liste des participantes
| Légende | Légende                                                                           | Légende | Légende                                                    |
| ------- | --------------------------------------------------------------------------------- | ------- | ---------------------------------------------------------- |
| Num     | Dossard de départ porté par le coureur sur cette Classic Bruges-La Panne féminine | Pos     | Position à l'arrivée de la course                          |
|         | Indique un maillot de champion national ou mondial, suivi de sa spécialité        | NP      | Indique un coureur qui n'a pas pris le départ de la course |
| AB      | Indique un coureur qui n'a pas terminé la course                                  | HD      | Indique un coureur qui a terminé la course hors des délais |

| FDJ-Nouvelle Aquitaine-Futuroscope FSF | FDJ-Nouvelle Aquitaine-Futuroscope FSF | FDJ-Nouvelle Aquitaine-Futuroscope FSF |
| -------------------------------------- | -------------------------------------- | -------------------------------------- |
| Num                                    | Coureuse                               | Pos                                    |
| 1                                      | Grace Brown (AUS)                      | 107e                                   |
| 2                                      | Stine Borgli (NOR)                     | 111e                                   |
| 3                                      | Clara Copponi (FRA)                    | 10e                                    |
| 4                                      | Eugénie Duval (FRA)                    | 104e                                   |
| 5                                      | Maëlle Grossetête (FRA)                | 108e                                   |
| 6                                      | Emilia Fahlin (SWE)                    | 40e                                    |

| SD Worx SDW | SD Worx SDW                     | SD Worx SDW |
| ----------- | ------------------------------- | ----------- |
| Num         | Coureuse                        | Pos         |
| 11          | Lotte Kopecky (BEL) (route)     | 9e          |
| 12          | Elena Cecchini (ITA)            | 50e         |
| 13          | Roxane Fournier (FRA)           | 84e         |
| 14          | Christine Majerus (LUX) (route) | 28e         |
| 15          | Lonneke Uneken (NED)            | 4e          |

| Trek-Segafredo TFS | Trek-Segafredo TFS              | Trek-Segafredo TFS |
| ------------------ | ------------------------------- | ------------------ |
| Num                | Coureuse                        | Pos                |
| 21                 | Elisa Balsamo (ITA) (route)     | 1re                |
| 22                 | Shirin van Anrooij (NED)        | 92e                |
| 23                 | Amalie Dideriksen (DEN) (route) | 70e                |
| 24                 | Lauretta Hanson (AUS)           | 96e                |
| 25                 | Chloe Hosking (AUS)             | 16e                |
| 26                 | Letizia Paternoster (ITA)       | 49e                |

| Canyon-SRAM Racing CSR | Canyon-SRAM Racing CSR     | Canyon-SRAM Racing CSR |
| ---------------------- | -------------------------- | ---------------------- |
| Num                    | Coureuse                   | Pos                    |
| 31                     | Alice Barnes (GBR)         | 8e                     |
| 32                     | Shari Bossuyt (BEL)        | 20e                    |
| 33                     | Ella Harris (NZL)          | AB                     |
| 34                     | Pauliena Rooijakkers (NED) | 52e                    |
| 35                     | Tiffany Cromwell (AUS)     | 26e                    |

| Human Powered Health HPW | Human Powered Health HPW | Human Powered Health HPW |
| ------------------------ | ------------------------ | ------------------------ |
| Num                      | Coureuse                 | Pos                      |
| 41                       | Lily Williams (USA)      | 17e                      |
| 42                       | Henrietta Christie (NZL) | 47e                      |
| 43                       | Mieke Kröger (GER)       | 43e                      |
| 44                       | Makayla MacPherson (USA) | 30e                      |
| 45                       | Marit Raaijmakers (NED)  | 41e                      |
| 46                       | Evy Kuijpers (NED)       | 44e                      |

| Liv Racing Xstra LIV | Liv Racing Xstra LIV         | Liv Racing Xstra LIV |
| -------------------- | ---------------------------- | -------------------- |
| Num                  | Coureuse                     | Pos                  |
| 51                   | Rachele Barbieri (ITA)       | 74e                  |
| 52                   | Eva Buurman (NED)            | 86e                  |
| 53                   | Valerie Demey (BEL)          | 77e                  |
| 54                   | Alison Jackson (CAN) (route) | 75e                  |
| 55                   | Katia Ragusa (ITA)           | 125e                 |
| 56                   | Amber van der Hulst (NED)    | 99e                  |

| Movistar Team MOV | Movistar Team MOV         | Movistar Team MOV |
| ----------------- | ------------------------- | ----------------- |
| Num               | Coureuse                  | Pos               |
| 61                | Emma Norsgaard Bjerg      | 6e                |
| 62                | Aude Biannic (FRA)        | 33e               |
| 63                | Jelena Erić (SRB) (route) | 55e               |
| 64                | Barbara Guarischi (ITA)   | 21e               |
| 65                | Alicia González (ESP)     | 34e               |
| 66                | Lourdes Oyarbide (ESP)    | 42e               |

| Roland Cogeas-Edelweiss Squad CGS | Roland Cogeas-Edelweiss Squad CGS | Roland Cogeas-Edelweiss Squad CGS |
| --------------------------------- | --------------------------------- | --------------------------------- |
| Num                               | Coureuse                          | Pos                               |
| 71                                | Hannah Buch (GER)                 | 59e                               |
| 72                                | Tamara Dronova (RUS)              | 100e                              |
| 73                                | Gulnaz Khatuntseva (RUS)          | AB                                |
| 74                                | Diana Klimova (RUS)               | 101e                              |
| 76                                | Léa Stern (SUI)                   | AB                                |

| Team BikeExchange-Jayco BEX | Team BikeExchange-Jayco BEX | Team BikeExchange-Jayco BEX |
| --------------------------- | --------------------------- | --------------------------- |
| Num                         | Coureuse                    | Pos                         |
| 81                          | Jessica Allen (AUS)         | 118e                        |
| 82                          | Georgia Baker (AUS)         | 114e                        |
| 83                          | Teniel Campbell (TTO)       | 73e                         |
| 84                          | Georgia Williams (NZL)      | 71e                         |
| 85                          | Arianna Fidanza (ITA)       | 15e                         |
| 86                          | Nina Kessler (NED)          | 60e                         |

| Team DSM DSM | Team DSM DSM          | Team DSM DSM |
| ------------ | --------------------- | ------------ |
| Num          | Coureuse              | Pos          |
| 91           | Lorena Wiebes (NED)   | 2e           |
| 92           | Léa Curinier (FRA)    | 122e         |
| 93           | Megan Jastrab (USA)   | 121e         |
| 94           | Leah Kirchmann (CAN)  | 35e          |
| 95           | Charlotte Kool (NED)  | 53e          |
| 96           | Esmée Peperkamp (NED) | 124e         |

| UAE Team ADQ UAD | UAE Team ADQ UAD            | UAE Team ADQ UAD |
| ---------------- | --------------------------- | ---------------- |
| Num              | Coureuse                    | Pos              |
| 101              | Marta Bastianelli (ITA)     | 3e               |
| 102              | Maaike Boogaard (NED)       | 13e              |
| 103              | Eugenia Bujak (SLO) (route) | 39e              |
| 104              | Linda Zanetti (SUI)         | 89e              |
| 105              | Sofia Bertizzolo (ITA)      | 57e              |
| 106              | Anna Trevisi (ITA)          | 54e              |

| Uno-X Pro Cycling Team UXT | Uno-X Pro Cycling Team UXT  | Uno-X Pro Cycling Team UXT |
| -------------------------- | --------------------------- | -------------------------- |
| Num                        | Coureuse                    | Pos                        |
| 111                        | Susanne Andersen (NOR)      | 12e                        |
| 112                        | Rebecca Koerner             | 90e                        |
| 113                        | Julie Leth (DEN)            | 113e                       |
| 114                        | Hannah Ludwig (GER)         | 63e                        |
| 115                        | Wilma Olausson (SWE)        | 91e                        |
| 116                        | Mie Bjørndal Ottestad (NOR) | 46e                        |

| Ceratizit-WNT Pro Cycling WNT | Ceratizit-WNT Pro Cycling WNT       | Ceratizit-WNT Pro Cycling WNT |
| ----------------------------- | ----------------------------------- | ----------------------------- |
| Num                           | Coureuse                            | Pos                           |
| 121                           | Sandra Alonso (ESP)                 | 119e                          |
| 122                           | Franziska Brauße (GER)              | 120e                          |
| 123                           | Maria Giulia Confalonieri (ITA)     | 51e                           |
| 124                           | Lara Vieceli (ITA)                  | 83e                           |
| 125                           | Kathrin Schweinberger (AUT) (route) | 81e                           |
| 126                           | Lea Lin Teutenberg (GER)            | 18e                           |

| Parkhotel Valkenburg PHV | Parkhotel Valkenburg PHV   | Parkhotel Valkenburg PHV |
| ------------------------ | -------------------------- | ------------------------ |
| Num                      | Coureuse                   | Pos                      |
| 131                      | Leonie Bos (NED)           | 98e                      |
| 132                      | Sofie van Rooijen (NED)    | 88e                      |
| 133                      | Rosalie Van der Wolf (NED) | 48e                      |
| 134                      | Femke Markus (NED)         | 14e                      |
| 135                      | Kirstie van Haaften (NED)  | 65e                      |
| 136                      | Marith Vanhove (BEL)       | AB                       |

| Valcar-Travel & Service VAL | Valcar-Travel & Service VAL | Valcar-Travel & Service VAL |
| --------------------------- | --------------------------- | --------------------------- |
| Num                         | Coureuse                    | Pos                         |
| 141                         | Margaux Vigié (FRA)         | 45e                         |
| 142                         | Chiara Consonni (ITA)       | 7e                          |
| 143                         | Eleonora Gasparrini (ITA)   | 24e                         |
| 144                         | Karolina Kumięga (POL)      | AB                          |
| 145                         | Silvia Persico (ITA)        | 27e                         |
| 146                         | Ilaria Sanguineti (ITA)     | 32e                         |

| Bingoal-Chevalmeire-Van Eyck Sport BCV | Bingoal-Chevalmeire-Van Eyck Sport BCV | Bingoal-Chevalmeire-Van Eyck Sport BCV |
| -------------------------------------- | -------------------------------------- | -------------------------------------- |
| Num                                    | Coureuse                               | Pos                                    |
| 151                                    | Minke Bakker (NED)                     | 61e                                    |
| 152                                    | Caren Commissaris (NED)                | 68e                                    |
| 153                                    | Danique Braam (NED)                    | 115e                                   |
| 154                                    | Julie Hendrickx (BEL)                  | 76e                                    |
| 155                                    | Barbara Sniezynska (POL)               | AB                                     |
| 156                                    | Claudia Jongerius (NED)                | 95e                                    |

| IBCT IBC | IBCT IBC                       | IBCT IBC |
| -------- | ------------------------------ | -------- |
| Num      | Coureuse                       | Pos      |
| 161      | Haylee Fuller (AUS)            | 64e      |
| 162      | Antonia Gröndahl (FIN) (route) | 87e      |
| 163      | Ditte Lenseclaes (BEL)         | AB       |
| 164      | Lena Charlotte Reißner (GER)   | 67e      |
| 165      | Sara Van de Vel (BEL)          | 69e      |
| 166      | Alice Sharpe (IRL)             | 117e     |

| Le Col-Wahoo DRP | Le Col-Wahoo DRP              | Le Col-Wahoo DRP |
| ---------------- | ----------------------------- | ---------------- |
| Num              | Coureuse                      | Pos              |
| 171              | Eluned King (GBR)             | 85e              |
| 172              | Maria Martins (POR) (route)   | 5e               |
| 173              | April Tacey (GBR)             | 80e              |
| 174              | Marjolein van 't Geloof (NED) | 31e              |
| 175              | Maike van der Duin (NED)      | 82e              |
| 176              | Gladys Verhulst (FRA)         | AB               |

| Lotto Soudal Ladies LSL | Lotto Soudal Ladies LSL | Lotto Soudal Ladies LSL |
| ----------------------- | ----------------------- | ----------------------- |
| Num                     | Coureuse                | Pos                     |
| 181                     | Katrijn De Clercq (BEL) | 94e                     |
| 182                     | Mieke Docx (BEL)        | 29e                     |
| 183                     | Eefje Brandt (BEL)      | 93e                     |
| 184                     | Kristýna Burlová (CZE)  | 58e                     |
| 185                     | Ines Van de Paar (BEL)  | AB                      |
| 186                     | Kylie Waterreus (NED)   | 25e                     |

| Multum Accountants MUL | Multum Accountants MUL    | Multum Accountants MUL |
| ---------------------- | ------------------------- | ---------------------- |
| Num                    | Coureuse                  | Pos                    |
| 191                    | Fien Delbaere (BEL)       | 62e                    |
| 192                    | Elisa Serné (NED)         | 22e                    |
| 193                    | Sara Maes (BEL)           | 78e                    |
| 194                    | Céline van Houtum (NED)   | 109e                   |
| 195                    | Julie Stockman (BEL)      | 38e                    |
| 196                    | Bente van Teeseling (NED) | 116e                   |

| AG Insurance NXTG AGI | AG Insurance NXTG AGI    | AG Insurance NXTG AGI |
| --------------------- | ------------------------ | --------------------- |
| Num                   | Coureuse                 | Pos                   |
| 201                   | Maud Rijnbeek (NED)      | AB                    |
| 202                   | Mylène de Zoete (NED)    | 56e                   |
| 203                   | Eline Van Rooijen (NED)  | 110e                  |
| 204                   | Senne Knaven (BEL)       | 97e                   |
| 205                   | Gaia Masetti (ITA)       | 112e                  |
| 206                   | Yuli Van der Molen (NED) | 66e                   |

| Plantur-Pura ___ | Plantur-Pura ___           | Plantur-Pura ___ |
| ---------------- | -------------------------- | ---------------- |
| Num              | Coureuse                   | Pos              |
| 211              | Sanne Cant (BEL)           | 37e              |
| 212              | Kiona Crabbé (BEL)         | 103e             |
| 213              | Julie Van de Velde (BEL)   | 123e             |
| 214              | Julie De Wilde (BEL)       | 19e              |
| 215              | Inge van der Heijden (NED) | 72e              |
| 216              | Laura Süßemilch (GER)      | 36e              |

| Coop-Hitec Products HPU | Coop-Hitec Products HPU  | Coop-Hitec Products HPU |
| ----------------------- | ------------------------ | ----------------------- |
| Num                     | Coureuse                 | Pos                     |
| 221                     | Emma Boogaard (NED)      | 105e                    |
| 222                     | Josie Nelson (GBR)       | 79e                     |
| 223                     | Caroline Andersson (SWE) | 106e                    |
| 224                     | Nicole Steigenga (NED)   | 11e                     |
| 225                     | Sylvie Swinkels (NED)    | 23e                     |
| 226                     | Nora Tveit (NOR)         | 102e                    |

| FDJ-Nouvelle Aquitaine-Futuroscope FSF | FDJ-Nouvelle Aquitaine-Futuroscope FSF | FDJ-Nouvelle Aquitaine-Futuroscope FSF |
| -------------------------------------- | -------------------------------------- | -------------------------------------- |
| Num                                    | Coureuse                               | Pos                                    |
| 1                                      | Grace Brown (AUS)                      | 107e                                   |
| 2                                      | Stine Borgli (NOR)                     | 111e                                   |
| 3                                      | Clara Copponi (FRA)                    | 10e                                    |
| 4                                      | Eugénie Duval (FRA)                    | 104e                                   |
| 5                                      | Maëlle Grossetête (FRA)                | 108e                                   |
| 6                                      | Emilia Fahlin (SWE)                    | 40e                                    |

| SD Worx SDW | SD Worx SDW                     | SD Worx SDW |
| ----------- | ------------------------------- | ----------- |
| Num         | Coureuse                        | Pos         |
| 11          | Lotte Kopecky (BEL) (route)     | 9e          |
| 12          | Elena Cecchini (ITA)            | 50e         |
| 13          | Roxane Fournier (FRA)           | 84e         |
| 14          | Christine Majerus (LUX) (route) | 28e         |
| 15          | Lonneke Uneken (NED)            | 4e          |

| Trek-Segafredo TFS | Trek-Segafredo TFS              | Trek-Segafredo TFS |
| ------------------ | ------------------------------- | ------------------ |
| Num                | Coureuse                        | Pos                |
| 21                 | Elisa Balsamo (ITA) (route)     | 1re                |
| 22                 | Shirin van Anrooij (NED)        | 92e                |
| 23                 | Amalie Dideriksen (DEN) (route) | 70e                |
| 24                 | Lauretta Hanson (AUS)           | 96e                |
| 25                 | Chloe Hosking (AUS)             | 16e                |
| 26                 | Letizia Paternoster (ITA)       | 49e                |

| Canyon-SRAM Racing CSR | Canyon-SRAM Racing CSR     | Canyon-SRAM Racing CSR |
| ---------------------- | -------------------------- | ---------------------- |
| Num                    | Coureuse                   | Pos                    |
| 31                     | Alice Barnes (GBR)         | 8e                     |
| 32                     | Shari Bossuyt (BEL)        | 20e                    |
| 33                     | Ella Harris (NZL)          | AB                     |
| 34                     | Pauliena Rooijakkers (NED) | 52e                    |
| 35                     | Tiffany Cromwell (AUS)     | 26e                    |

| Human Powered Health HPW | Human Powered Health HPW | Human Powered Health HPW |
| ------------------------ | ------------------------ | ------------------------ |
| Num                      | Coureuse                 | Pos                      |
| 41                       | Lily Williams (USA)      | 17e                      |
| 42                       | Henrietta Christie (NZL) | 47e                      |
| 43                       | Mieke Kröger (GER)       | 43e                      |
| 44                       | Makayla MacPherson (USA) | 30e                      |
| 45                       | Marit Raaijmakers (NED)  | 41e                      |
| 46                       | Evy Kuijpers (NED)       | 44e                      |

| Liv Racing Xstra LIV | Liv Racing Xstra LIV         | Liv Racing Xstra LIV |
| -------------------- | ---------------------------- | -------------------- |
| Num                  | Coureuse                     | Pos                  |
| 51                   | Rachele Barbieri (ITA)       | 74e                  |
| 52                   | Eva Buurman (NED)            | 86e                  |
| 53                   | Valerie Demey (BEL)          | 77e                  |
| 54                   | Alison Jackson (CAN) (route) | 75e                  |
| 55                   | Katia Ragusa (ITA)           | 125e                 |
| 56                   | Amber van der Hulst (NED)    | 99e                  |

| Movistar Team MOV | Movistar Team MOV         | Movistar Team MOV |
| ----------------- | ------------------------- | ----------------- |
| Num               | Coureuse                  | Pos               |
| 61                | Emma Norsgaard Bjerg      | 6e                |
| 62                | Aude Biannic (FRA)        | 33e               |
| 63                | Jelena Erić (SRB) (route) | 55e               |
| 64                | Barbara Guarischi (ITA)   | 21e               |
| 65                | Alicia González (ESP)     | 34e               |
| 66                | Lourdes Oyarbide (ESP)    | 42e               |

| Roland Cogeas-Edelweiss Squad CGS | Roland Cogeas-Edelweiss Squad CGS | Roland Cogeas-Edelweiss Squad CGS |
| --------------------------------- | --------------------------------- | --------------------------------- |
| Num                               | Coureuse                          | Pos                               |
| 71                                | Hannah Buch (GER)                 | 59e                               |
| 72                                | Tamara Dronova (RUS)              | 100e                              |
| 73                                | Gulnaz Khatuntseva (RUS)          | AB                                |
| 74                                | Diana Klimova (RUS)               | 101e                              |
| 76                                | Léa Stern (SUI)                   | AB                                |

| Team BikeExchange-Jayco BEX | Team BikeExchange-Jayco BEX | Team BikeExchange-Jayco BEX |
| --------------------------- | --------------------------- | --------------------------- |
| Num                         | Coureuse                    | Pos                         |
| 81                          | Jessica Allen (AUS)         | 118e                        |
| 82                          | Georgia Baker (AUS)         | 114e                        |
| 83                          | Teniel Campbell (TTO)       | 73e                         |
| 84                          | Georgia Williams (NZL)      | 71e                         |
| 85                          | Arianna Fidanza (ITA)       | 15e                         |
| 86                          | Nina Kessler (NED)          | 60e                         |

| Team DSM DSM | Team DSM DSM          | Team DSM DSM |
| ------------ | --------------------- | ------------ |
| Num          | Coureuse              | Pos          |
| 91           | Lorena Wiebes (NED)   | 2e           |
| 92           | Léa Curinier (FRA)    | 122e         |
| 93           | Megan Jastrab (USA)   | 121e         |
| 94           | Leah Kirchmann (CAN)  | 35e          |
| 95           | Charlotte Kool (NED)  | 53e          |
| 96           | Esmée Peperkamp (NED) | 124e         |

| UAE Team ADQ UAD | UAE Team ADQ UAD            | UAE Team ADQ UAD |
| ---------------- | --------------------------- | ---------------- |
| Num              | Coureuse                    | Pos              |
| 101              | Marta Bastianelli (ITA)     | 3e               |
| 102              | Maaike Boogaard (NED)       | 13e              |
| 103              | Eugenia Bujak (SLO) (route) | 39e              |
| 104              | Linda Zanetti (SUI)         | 89e              |
| 105              | Sofia Bertizzolo (ITA)      | 57e              |
| 106              | Anna Trevisi (ITA)          | 54e              |

| Uno-X Pro Cycling Team UXT | Uno-X Pro Cycling Team UXT  | Uno-X Pro Cycling Team UXT |
| -------------------------- | --------------------------- | -------------------------- |
| Num                        | Coureuse                    | Pos                        |
| 111                        | Susanne Andersen (NOR)      | 12e                        |
| 112                        | Rebecca Koerner             | 90e                        |
| 113                        | Julie Leth (DEN)            | 113e                       |
| 114                        | Hannah Ludwig (GER)         | 63e                        |
| 115                        | Wilma Olausson (SWE)        | 91e                        |
| 116                        | Mie Bjørndal Ottestad (NOR) | 46e                        |

| Ceratizit-WNT Pro Cycling WNT | Ceratizit-WNT Pro Cycling WNT       | Ceratizit-WNT Pro Cycling WNT |
| ----------------------------- | ----------------------------------- | ----------------------------- |
| Num                           | Coureuse                            | Pos                           |
| 121                           | Sandra Alonso (ESP)                 | 119e                          |
| 122                           | Franziska Brauße (GER)              | 120e                          |
| 123                           | Maria Giulia Confalonieri (ITA)     | 51e                           |
| 124                           | Lara Vieceli (ITA)                  | 83e                           |
| 125                           | Kathrin Schweinberger (AUT) (route) | 81e                           |
| 126                           | Lea Lin Teutenberg (GER)            | 18e                           |

| Parkhotel Valkenburg PHV | Parkhotel Valkenburg PHV   | Parkhotel Valkenburg PHV |
| ------------------------ | -------------------------- | ------------------------ |
| Num                      | Coureuse                   | Pos                      |
| 131                      | Leonie Bos (NED)           | 98e                      |
| 132                      | Sofie van Rooijen (NED)    | 88e                      |
| 133                      | Rosalie Van der Wolf (NED) | 48e                      |
| 134                      | Femke Markus (NED)         | 14e                      |
| 135                      | Kirstie van Haaften (NED)  | 65e                      |
| 136                      | Marith Vanhove (BEL)       | AB                       |

| Valcar-Travel & Service VAL | Valcar-Travel & Service VAL | Valcar-Travel & Service VAL |
| --------------------------- | --------------------------- | --------------------------- |
| Num                         | Coureuse                    | Pos                         |
| 141                         | Margaux Vigié (FRA)         | 45e                         |
| 142                         | Chiara Consonni (ITA)       | 7e                          |
| 143                         | Eleonora Gasparrini (ITA)   | 24e                         |
| 144                         | Karolina Kumięga (POL)      | AB                          |
| 145                         | Silvia Persico (ITA)        | 27e                         |
| 146                         | Ilaria Sanguineti (ITA)     | 32e                         |

| Bingoal-Chevalmeire-Van Eyck Sport BCV | Bingoal-Chevalmeire-Van Eyck Sport BCV | Bingoal-Chevalmeire-Van Eyck Sport BCV |
| -------------------------------------- | -------------------------------------- | -------------------------------------- |
| Num                                    | Coureuse                               | Pos                                    |
| 151                                    | Minke Bakker (NED)                     | 61e                                    |
| 152                                    | Caren Commissaris (NED)                | 68e                                    |
| 153                                    | Danique Braam (NED)                    | 115e                                   |
| 154                                    | Julie Hendrickx (BEL)                  | 76e                                    |
| 155                                    | Barbara Sniezynska (POL)               | AB                                     |
| 156                                    | Claudia Jongerius (NED)                | 95e                                    |

| IBCT IBC | IBCT IBC                       | IBCT IBC |
| -------- | ------------------------------ | -------- |
| Num      | Coureuse                       | Pos      |
| 161      | Haylee Fuller (AUS)            | 64e      |
| 162      | Antonia Gröndahl (FIN) (route) | 87e      |
| 163      | Ditte Lenseclaes (BEL)         | AB       |
| 164      | Lena Charlotte Reißner (GER)   | 67e      |
| 165      | Sara Van de Vel (BEL)          | 69e      |
| 166      | Alice Sharpe (IRL)             | 117e     |

| Le Col-Wahoo DRP | Le Col-Wahoo DRP              | Le Col-Wahoo DRP |
| ---------------- | ----------------------------- | ---------------- |
| Num              | Coureuse                      | Pos              |
| 171              | Eluned King (GBR)             | 85e              |
| 172              | Maria Martins (POR) (route)   | 5e               |
| 173              | April Tacey (GBR)             | 80e              |
| 174              | Marjolein van 't Geloof (NED) | 31e              |
| 175              | Maike van der Duin (NED)      | 82e              |
| 176              | Gladys Verhulst (FRA)         | AB               |

| Lotto Soudal Ladies LSL | Lotto Soudal Ladies LSL | Lotto Soudal Ladies LSL |
| ----------------------- | ----------------------- | ----------------------- |
| Num                     | Coureuse                | Pos                     |
| 181                     | Katrijn De Clercq (BEL) | 94e                     |
| 182                     | Mieke Docx (BEL)        | 29e                     |
| 183                     | Eefje Brandt (BEL)      | 93e                     |
| 184                     | Kristýna Burlová (CZE)  | 58e                     |
| 185                     | Ines Van de Paar (BEL)  | AB                      |
| 186                     | Kylie Waterreus (NED)   | 25e                     |

| Multum Accountants MUL | Multum Accountants MUL    | Multum Accountants MUL |
| ---------------------- | ------------------------- | ---------------------- |
| Num                    | Coureuse                  | Pos                    |
| 191                    | Fien Delbaere (BEL)       | 62e                    |
| 192                    | Elisa Serné (NED)         | 22e                    |
| 193                    | Sara Maes (BEL)           | 78e                    |
| 194                    | Céline van Houtum (NED)   | 109e                   |
| 195                    | Julie Stockman (BEL)      | 38e                    |
| 196                    | Bente van Teeseling (NED) | 116e                   |

| AG Insurance NXTG AGI | AG Insurance NXTG AGI    | AG Insurance NXTG AGI |
| --------------------- | ------------------------ | --------------------- |
| Num                   | Coureuse                 | Pos                   |
| 201                   | Maud Rijnbeek (NED)      | AB                    |
| 202                   | Mylène de Zoete (NED)    | 56e                   |
| 203                   | Eline Van Rooijen (NED)  | 110e                  |
| 204                   | Senne Knaven (BEL)       | 97e                   |
| 205                   | Gaia Masetti (ITA)       | 112e                  |
| 206                   | Yuli Van der Molen (NED) | 66e                   |

| Plantur-Pura ___ | Plantur-Pura ___           | Plantur-Pura ___ |
| ---------------- | -------------------------- | ---------------- |
| Num              | Coureuse                   | Pos              |
| 211              | Sanne Cant (BEL)           | 37e              |
| 212              | Kiona Crabbé (BEL)         | 103e             |
| 213              | Julie Van de Velde (BEL)   | 123e             |
| 214              | Julie De Wilde (BEL)       | 19e              |
| 215              | Inge van der Heijden (NED) | 72e              |
| 216              | Laura Süßemilch (GER)      | 36e              |

| Coop-Hitec Products HPU | Coop-Hitec Products HPU  | Coop-Hitec Products HPU |
| ----------------------- | ------------------------ | ----------------------- |
| Num                     | Coureuse                 | Pos                     |
| 221                     | Emma Boogaard (NED)      | 105e                    |
| 222                     | Josie Nelson (GBR)       | 79e                     |
| 223                     | Caroline Andersson (SWE) | 106e                    |
| 224                     | Nicole Steigenga (NED)   | 11e                     |
| 225                     | Sylvie Swinkels (NED)    | 23e                     |
| 226                     | Nora Tveit (NOR)         | 102e                    |

## Prix
Les prix sont identiques pour les hommes et les femmes, soit 40 000 €.